# GameStop
GameStop es una cadena de tiendas de videojuegos, electrónica de consumo y merchandising de juegos estadounidense. La compañía tiene su sede principal en Grapevine, Texas, Estados Unidos, un barrio de Fort Worth, y operaba 4400 tiendas minoristas en Estados Unidos, Canadá, Australia, Nueva Zelanda, y Europa. Las tiendas minoristas de la compañía operan principalmente bajo las marcas GameStop, EB Games, ThinkGeek y Micromania-Zing.
Además de tiendas minoristas, también es dueña de Game Informer, una revista de videojuegos.
GameStop ha sido objeto de crítica por la decisión de mantener abiertas sus tiendas durante la pandemia de COVID-19, decisión que revirtió un mes después por los cierres por COVID-19.

## Caso GameStop
En enero de 2021, un estrangulamiento de posiciones cortas o short squeeze provocó un aumento del 1500 % en el precio de las acciones de Gamestop en el transcurso de dos semanas, alcanzando un máximo intradía histórico de $483,00 el 28 de enero de 2021 en la Bolsa de Nueva York. A este efecto se le relacionó con una comunidad de Reddit llamada "r/wallstreetbets". Otra subida posterior del valor fuera de horario se produjo después de que Elon Musk tuiteara "Gamestonk!", en referencia a la comunidad de Reddit que seguía este valor. Matt Levine, comentarista de Bloomberg News comparó la situación con el short squeeze de 2012 en el cual la Comisión de Bolsa y Valores acusó a Philip Falcone y Harbinger Capital de haber «llevado a cabo un 'short squeeze' ilegal para manipular los precios de los bonos». Esto es una opinión particular de Levine y no necesariamente refleja lo ocurrido en la realidad ni de Bloomberg News.La subida del precio de las acciones provocó perdidas millonarias a los fondos de inversión que se habían posicionado en corto (contra el valor).

## Legado
En 2023 se estrena la película El poder de los centavos o Dumb Money, dirigida por Craig Gillespie, inspirada en el libro "The Antisocial Network: The GameStop Short Squeeze and the Ragtag Group of Amateur Traders That Brought Wall Street to Its Knees" de Ben Merich. 
Su reparto incluye a Paul Dano, Shailene Woodley, Seth Rogen, America Ferrera, Sebastian Stan y Pete Davidson. 
La película relata la historia de David contra Goliat, ya que un grupo de personas comunes y corrientes pudo cambiar las reglas de juego de Wall Street, al convertirse ricos a ellos mismos y al mismo tiempo a GameStop.
Los grandes fondos de inversión especulativos estaban seguros de apostar en contra de GameStop, pues al ser una empresa de venta de videojuegos en tiendas físicas, aún abiertas durante la pandemia, donde en la actualidad el comercio es en línea o por descargas en internet, era imposible que estuvieran equivocados en su premisa. Sin embargo lo que no previeron fue la llegada de Keith Gill, más conocido como Roaring Kitty en las redes sociales, el poder de las comunidades de Reddit y una tesis sobre cómo el colapso de GameStop era precipitado.  
El poder de las redes sociales en este caso fue lo que desató a los pequeños inversores y el nacimiento del fenómeno de “las acciones meme”; provocando así pérdidas multimillonarias a los fondos de inversión que habían apostado por el hundimiento de esta empresa. 
Actualmente el valor de GameStop en Wall Street es de más de 4400 millones de dólares, las tiendas físicas aún existen y sigue dando batalla por tener un futuro como empresa.